# Rybnaja (affluente del Kan)
La Rybnaja (in russo Рыбная?) è un fiume della Siberia Orientale affluente sinistro del fiume Kan (bacino dell'Enisej). Scorre nel Territorio di Krasnojarsk. 
La sorgente del fiume si trova sulla cresta Kojskoe Belogor'e (monti Saiani Orientali). La sua lunghezza è di 288 km, l'area del bacino è di 4 820 km². Il fiume attraversa il bacino Kansko-Rybinskoj e sfocia nel fiume Kan a 65 km dalla foce.